# YAML

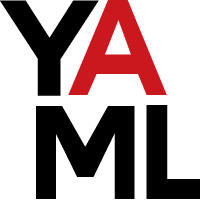
logo YAML

YAML Ain't Markup Language (zkráceně YAML /jæml/) je formát pro serializaci strukturovaných dat.
Mezi rysy tohoto formátu patří:
- čitelnost nejen strojem, ale i člověkem
- struktura a hierarchie dat je řešena odsazením
- odsazení o jednu úroveň sestává ze 2 nebo 4 mezer; tabulátory nejsou povoleny.
- neomezené úrovně vnořování

3. vydání specifikace formátu, verze 1.2, vyšla 1. října 2009.

## Primitiva

### Literály
Řetězce
- mohou být uvedeny znakem dvojitých i jednoduchých uvozovek (na rozdíl od JSONu), s tím, že musejí končit stejným znakem
- uvozovka v uvozovce se eskapuje zdvojením
- kontrolní znaky se escapují zpětným lomítkem
- jsou povoleny některé diakritické znaky
- znaky mimo základní ASCII lze zapsat pomocí hexadecimálního kódu znaku, uvedeného za \x (8bitového), \u (16bitového) nebo \U (32bitového)
- uvozovky musejí být nezbytně uvedeny například v těchto případech:
  - končí-li mezerou nebo jiným bílým znakem (a ten má být zahrnut)
  - obsahují-li řídicí znaky
  - obsahují-li čárku v poli v in-line notaci (viz dále)
  - začínají-li speciálním znakem (!, #, &, *, ", ', [, {, |, >, \)
  - víceřádkový text

```
string
:
 
'Wendy
''
s'

unicode
:
 
"Sosa
 
did
 
fine.
\u263A
"

control
:
 
"\b1998\t1999\t2000\n"

hex esc
:
 
"
\x0d\x0a
 
is
 
\r\n"

```

Víceřádkový řetězec:
```
quoted
:
 
"So
 
does
 
this

  
quoted
 
scalar.\n"

```

Čísla
- v základním (kanonickém) tvaru je možné volitelné unární znaménko (záporné i kladné)
- „0o“ uvádí oktální zadání (osmičkové soustavě)
- „0x“ uvádí hexadecimální zadání (šestnáctkové soustavě)
- je povolený semilogaritmický (vědecký) zápis s mantisou a exponentem
- na rozdíl od JSONu je možné uvést nekonečno (kladné i záporné) a NaN
- číslo, za kterým následuje text, který není poznámka, bude (na rozdíl od některých jazyků) převeden na řetězec

```
canonical
:
 
12345

decimal
:
 
+12345

octal
:
 
0o14
 

hexadecimal
:
 
0xC

exponential
:
 
12.3015e+02

fixed
:
 
1230.15

negative infinity
:
 
-.inf
 

not a number
:
 
.NaN

fraction
:
 
.5

```

Časové hodnoty
Tzv. časové značky (timestamps) se zadávají ve tvaru RRRR-MM-DD, následovaném volitelným uvedením času, které odděluje buď mezera nebo (velké či malé) písmeno T a čas ve tvaru HH:MM:SS. Za časem může být volitelně uvedeno časové pásmo buď jako celé číslo nebo ve formátu [+/-]HH:MM.
```
canonical
:
 
2001-12-15T02:59:43.1Z

iso8601
:
 
2001-12-14t21:59:43.10-05:00

spaced
:
 
2001-12-14 21:59:43.10 -5

date
:
 
2002-12-14

```

Logické hodnoty
YAML podporuje booleovské hodnoty false a true
```
 
-
 
false

 
-
 
False

 
-
 
true

 
-
 
TRUE

```

NULL
YAML podporuje hodnotu NULL, která může být zadána explicitně (null) nebo s použitím tildy ~ nebo může (na místech, kde se očekává hodnota, jako např. prvek sekvence, viz dále) být vynechána.
```
 
-
 
Null

 
-
 
null

 
-

 
-
 
NULL

 
-
 
~

```